# Apisa lippensi
Apisa lippensi là một loài bướm đêm thuộc phân họ Arctiinae, họ Erebidae.